# Anyatej

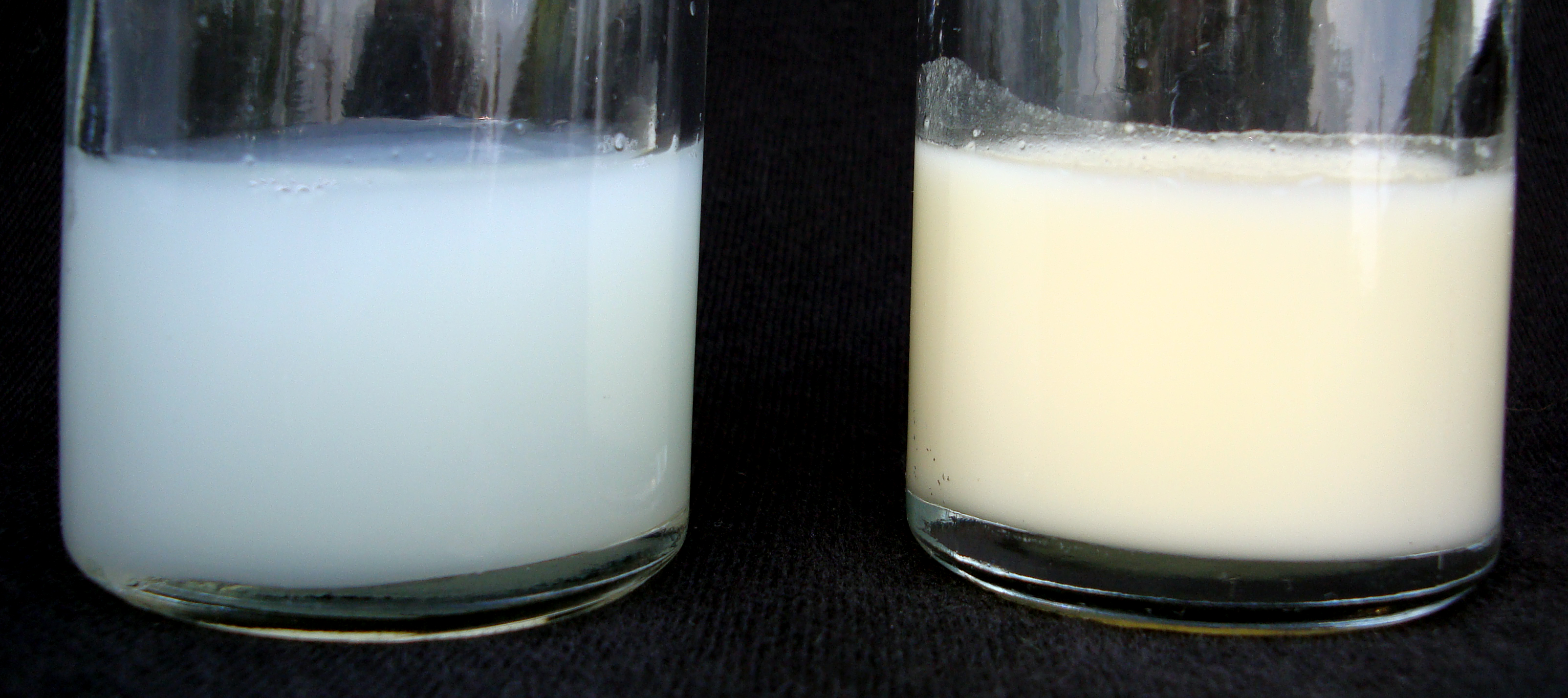
Két 25ml-es anyatej minta. A bal oldali ún. első tej -vizesebb állagú-, amely egy tejjel telt emlőből származik. A jobb oldali közel üres mellből származó krémesebb állagú ún. hátsó tej.

Anyatejnek nevezik a gyermekük táplálásához anyák által termelt tejet. Az emlőmirigyek által termelt anyatej a táplálék első számú forrását nyújtja az újszülötteknek, mielőtt képesek lennének megenni és megemészteni más ételeket. Legnagyobb mennyiségben zsírokat, fehérjéket és szénhidrátokat tartalmaz, valamint kisebb mennyiségben nyomelemeket és vitaminokat is. Az Egészségügyi Világszervezet hat hónapos korig kizárólagosan a szoptatást javasolja, amiről fokozatosan ajánlott átszoktatni a csecsemőt szilárdabb ételekre abban az életkorban amikor észrevehető a babán, hogy készen áll rá. A kiegészítő szoptatás egészen kétéves korig eltarthat, amíg a gyermek és az anya úgy kívánja.

## Fogyasztása
Leggyakrabban a csecsemők saját édesanyjuktól kapják szoptatás útján az anyatejet, de mellszívóval lefejt módon cumisüvegből, bögréből vagy kanállal és csöpögtetős készülékekkel is lehet adagolni. Az anyatejet adhatja az édesanyától különböző nő is, tejpumpa segítségével (pl. tejbankból) vagy közvetlen szoptatással.
A szoptatás egészségi előnyökkel jár, úgy, mint a hirtelen csecsemőhalál (SIDS) kisebb veszélye, magasabb intelligencia, a középfüli fertőzések, megfázás, influenza, alacsonyabb rizikójú rák, gyermekkori leukémia, cukorbetegség, asztma, ekcéma, fogbetegségek, későbbi elhízási hajlam, pszichológiai rendellenességek kisebb valószínűsége.
A szoptatás ugyanakkor az anyáknak is egészségügyi előnyökkel jár. Segíti a méh terhesség előtti méretének elérését, csökkenti a szülés utáni vérzést és hamarabb érik el az anyák terhesség előtti súlyukat. Sőt a szoptatás egyaránt csökkenti a mellrák későbbi kialakulásának esélyét.

## Összetétele
| Zsírok                                |           |
| összesen (g/100 ml)                   | 4,2       |
| zsírsavak – 8C hosszúság (%)          | nyomokban |
| többszörösen telítetlen zsírsavak (%) | 14        |
| Fehérjék (g/100 ml)                   |           |
| összesen                              | 1,1       |
| kazein 0,4                            | 0,3       |
| a-laktalbumin                         | 0,3       |
| laktoferrin                           | 0,2       |
| IgA                                   | 0,1       |
| IgG                                   | 0,001     |
| lizozim                               | 0,05      |
| szérumalbumin                         | 0,05      |
| ß-laktoglobulin                       | -         |
| Szénhidrátok (g/100 ml)               |           |
| laktóz                                | 7         |
| oligoszacharidok                      | 0,5       |
| Ásványi anyagok (g/100 ml)            |           |
| kalcium                               | 0,03      |
| foszfor                               | 0,014     |
| nátrium                               | 0,015     |
| kálium                                | 0,055     |
| klór                                  | 0,043     |

Az anyatej összetett fehérjéket, zsírokat, szénhidrátokat (laktózt és humán anyatej oligoszacharidokat) és más biológiailag aktív komponenseket tartalmaz. A pontos összetétel egyénileg és a szoptatás előrehaladtával is változik. A kisbaba megszületésének pillanatában, az édesanyja melle készen áll a kisbaba táplálására. A szülést követő napokban a mellben levő tejet kolosztrumnak (előtej) hívják, ami különleges összetételű és sokban különbözik az ezt követő érett tejtől. Az előtej egy híg, halványsárga vagy fehér folyadék, ami fehérjékben és antitestekben gazdag.

Az érett anyatejnek azon része, ami először ürül, az az ún. első tej, ami laktózban (tejcukor) gazdagabb, zsírban (1%) szegényebb mint az ezt követő tej, és több benne a víz is. Ez, a hígabb része a tejnek, az, amivel a baba a szomját oltja. Az ezután ürülő tej, az ún. hátsó tej, ami sokkal sűrűbb és több benne a zsír (kb.12%), ez az anyatej táplálóbb része, gyakorlatilag ettől hízik a baba.

## Szoptatás
A szoptatás során  a mellbimbón keresztül a tejmirigyekben termelt anyatejet fogyasztja a csecsemő.